# Bačvani
Bačvani är en ort i Bosnien och Hercegovina.   Den ligger i entiteten Republika Srpska, i den nordvästra delen av landet, 200 kilometer nordväst om huvudstaden Sarajevo. Bačvani ligger 141 meter över havet och antalet invånare är 109.
Terrängen runt Bačvani är huvudsakligen platt, men västerut är den kuperad. Närmaste större samhälle är Bosanska Dubica, 12,9 kilometer öster om Bačvani. 
Omgivningarna runt Bačvani är en mosaik av jordbruksmark och naturlig växtlighet. Runt Bačvani är det ganska tätbefolkat, med 67 invånare per kvadratkilometer.